# جی‌بی‌دی‌ئی
جی‌بی‌دی‌ئی (به انگلیسی: GBDE) یک چارچوب رمزنگاری برای سیستم‌عامل فری‌بی‌اس‌دی است که توسط پل هنینگ کمپ و شرکت مک‌آفی طراحی و پیاده‌سازی شده است. این چارچوب اطلاعات را در سطح بلاک‌های هارد دیسک رمزنگاری می‌کند. این چارچوب رمزنگاری اولین بار در نسخه ۵٫۰ فری‌بی‌اس‌دی معرفی شد و مبتنی بر چارچوب ذخیره‌سازی جئوم طراحی شده است. جی‌دی‌بی‌ئی و جلی، دو چارچوب اصلی رمزنگاری اطلاعات دیسک سخت در سیستم‌عامل فری‌بی‌اس‌دی هستند.